# Ліпа (Іран)
Ліпа (перс. ليپا) — село в Ірані, у дегестані Масаль, у Центральному бахші, шагрестані Масал остану Ґілян. За даними перепису 2006 року, його населення становило 291 особу, що проживали у складі 78 сімей.

## Клімат
Середня річна температура становить 13,89 °C, середня максимальна – 27,79 °C, а середня мінімальна – -1,07 °C. Середня річна кількість опадів – 677 мм.
| Клімат поселення                              | Клімат поселення | Клімат поселення | Клімат поселення | Клімат поселення | Клімат поселення | Клімат поселення | Клімат поселення | Клімат поселення | Клімат поселення | Клімат поселення | Клімат поселення | Клімат поселення | Клімат поселення |
| Показник                                      | Січ.             | Лют.             | Бер.             | Квіт.            | Трав.            | Черв.            | Лип.             | Серп.            | Вер.             | Жовт.            | Лист.            | Груд.            |                  |
| Середній максимум, °C                         | 9,78             | 10,58            | 12,40            | 17,52            | 21,17            | 25,91            | 27,79            | 27,59            | 22,80            | 20,57            | 16,58            | 12,00            |                  |
| Середня температура, °C                       | 4,36             | 5,16             | 6,99             | 12,10            | 15,75            | 20,48            | 23,53            | 23,34            | 18,54            | 16,34            | 12,33            | 7,74             |                  |
| Середній мінімум, °C                          | −1,07            | −0,26            | 1,56             | 6,67             | 10,32            | 15,06            | 19,28            | 19,08            | 14,29            | 12,08            | 8,08             | 3,50             |                  |
| Норма опадів, мм                              | 66               | 55               | 64               | 58               | 39               | 23               | 11               | 27               | 62               | 92               | 73               | 107              |                  |
| Середньомісячна швидкість вітру, м/с          | 2.20             | 2.34             | 2.39             | 2.33             | 2.21             | 2.42             | 2.58             | 2.30             | 2.02             | 2.06             | 1.95             | 1.92             |                  |
| Середньомісячна сонячна радіація, кДж/м²·день | 6911             | 9173             | 11272            | 15873            | 19879            | 22658            | 23424            | 19877            | 16285            | 11208            | 8604             | 6631             |                  |
| --------------------------------------------- | ---------------- | ---------------- | ---------------- | ---------------- | ---------------- | ---------------- | ---------------- | ---------------- | ---------------- | ---------------- | ---------------- | ---------------- | ---------------- |
| Джерело:                                      |                  |                  |                  |                  |                  |                  |                  |                  |                  |                  |                  |                  |                  |